# Американська асоціація інженерних товариств
Америка́нська асоціа́ція інжене́рних товари́ств (англ. American Association of Engineering Societies, AAES) — це парасолькова організація інженерних товариств у США, заснована групою із 43 товариств у 1979 році. Після декількох суперечок та зміни в середині 1980-х років фокусу основних завдань асоціації від представлення товариств-членів до координації дій між товариствами її членство було скорочене до 22 учасників у 1993 році та до 17 членів станом на 2015 рік.
У 2019 році асоціація оголосила про припинення свого існування з початку 2020 року.

## Нагороди від асоціації
Медаль Джона Фріца — вручається щорічно з 1902 року за видатні досягнення у науці або промисловості у будь-якій галузі теоретичної або прикладної науки.